# Erklärungen und Resolutionen der Vereinten Nationen über die sexuelle Orientierung und geschlechtliche Identität

Unterzeichnerstaaten der Erklärung über die sexuelle Orientierung und geschlechtliche Identität vom 18. Dezember 2008
Unterzeichner der Gegenerklärung

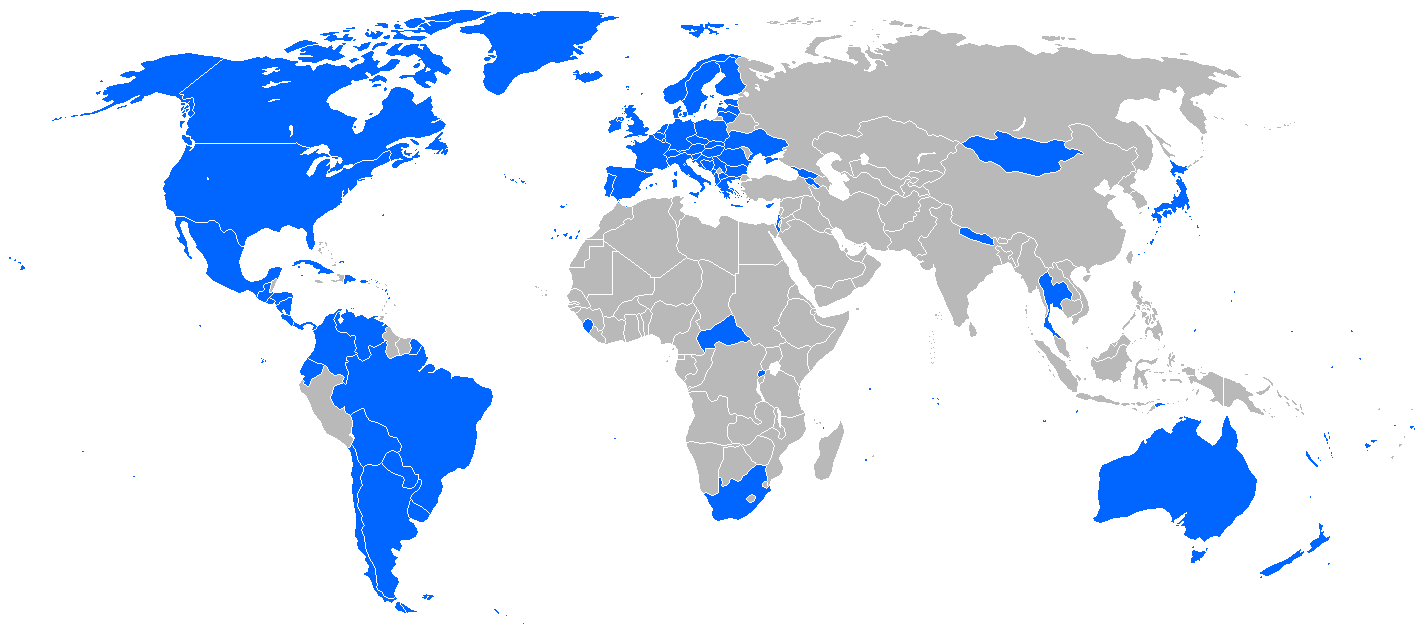
Unterzeichnerstaaten der Gemeinsamen Erklärung über die Beendigung von Gewaltakten und ähnlichen Menschenrechtsverletzungen aufgrund der sexuellen Orientierung und geschlechtlichen Identität vom 23. März 2011

Die sexuelle Orientierung und die geschlechtliche Identität waren Gegenstand mehrerer Initiativen von Mitgliedsstaaten der Vereinten Nationen, die eine Beendigung staatlicher Diskriminierung von sexuellen Minderheiten und die Entkriminalisierung homosexueller Handlungen zum Ziel hatten. 2008 gab es eine Erklärung vor der Generalversammlung der Vereinten Nationen, die jedoch nicht die erforderliche Mehrheit erreichte. Im März 2011 folgte eine weitere Erklärung, diesmal im UN-Menschenrechtsrat. Im Juni 2011 verabschiedete der Menschenrechtsrat schließlich eine entsprechende UN-Resolution.
Die Erklärung der Vereinten Nationen über die sexuelle Orientierung und geschlechtliche Identität (engl. United Nations Declaration on Sexual Orientation and Gender Identity) wurde am 18. Dezember 2008 auf Initiative Frankreichs und der Niederlande der Generalversammlung der Vereinten Nationen vorgelegt und verurteilt die staatliche Diskriminierung und strafrechtliche Verfolgung von Menschen aufgrund ihrer sexuellen Orientierung oder Geschlechtsidentität. Sie ist die erste Erklärung über LGBT-Rechte, die je vor der UN-Vollversammlung verlesen wurde, und wurde von 67 der insgesamt 192 UN-Mitgliedsstaaten unterzeichnet, darunter alle 27 Mitgliedsstaaten der Europäischen Union, die USA, Japan sowie mehrere weitere vor allem europäische und lateinamerikanische Länder. Die für die Verabschiedung als UN-Resolution erforderliche Mehrheit in der Vollversammlung wurde jedoch verfehlt, und auch dann hätte sie lediglich empfehlenden Charakter. Außerdem existiert eine Gegenerklärung, die von den meisten islamischen und einigen afrikanischen Ländern unterstützt wurde.
Am 23. März 2011 verlas Kolumbien vor dem UN-Menschenrechtsrat stellvertretend für 85 UN-Mitgliedsstaaten eine der Erklärung von 2008 vergleichbare „Gemeinsame Erklärung über die Beendigung von Gewaltakten und ähnlichen Menschenrechtsverletzungen aufgrund der sexuellen Orientierung und geschlechtlichen Identität“ (engl. Joint statement on ending acts of violence and related human rights violations based on sexual orientation and gender identity).
Am 17. Juni 2011 fasste der UN-Menschenrechtsrat mit der Resolution A/HRC/17/L.9/Rev.1 erstmals einen Beschluss zur Beendigung der staatlichen Diskriminierung sexueller Minderheiten.

## Erklärung von 2008 (UN-Vollversammlung)

### Inhalt
Die Erklärung beruft sich auf die Allgemeingültigkeit der Menschenrechte, wie sie in der Allgemeinen Erklärung der Menschenrechte verankert ist, und missbilligt die Diskriminierung von Menschen aufgrund ihrer sexuellen Orientierung oder geschlechtlichen Identität. Insbesondere werden in Artikel 6 die Anwendung der Todesstrafe, Hinrichtungen, Folter, Gewaltanwendung, willkürliche Verhaftungen und Gefängnisstrafen sowie der Entzug ökonomischer, sozialer und kultureller Rechte einschließlich des Rechtes auf Gesundheit verurteilt. In Artikel 10 werden die weltweite Staatengemeinschaft und Menschenrechtsorganisationen dazu aufgefordert, die Menschenrechte aller Personen, unabhängig von deren sexueller Orientierung und Geschlechtsidentität, zu fördern und zu achten. Artikel 11 enthält einen Aufruf an alle Staaten, die strafrechtliche Verfolgung sexueller Minderheiten durch entsprechende legislative und administrative Maßnahmen zu unterbinden.

### Hintergrund
Zum Zeitpunkt der Erklärung standen homosexuelle Handlungen in nahezu 80 Ländern der Welt unter Strafe, in mindestens sechs Ländern galt sogar die Todesstrafe. Darauf wies auch die Staatssekretärin für Menschenrechte im französischen Außenministerium, Rama Yade, bei der Sitzung der UN-Vollversammlung am 18. Dezember 2008 hin.
Bereits am 31. März 1994 hatte die UN-Menschenrechtskommission in der Sache Toonen gegen Australien wegen des Verbots homosexueller Handlungen im Bundesstaat Tasmanien entschieden, dass die Kriminalisierung einvernehmlicher homosexueller Handlungen unter Erwachsenen gegen das Recht auf Schutz der Privatsphäre gemäß Artikel 17 des Internationalen Paktes über bürgerliche und politische Rechte (IPbpR) sowie gegen das Diskriminierungsverbot gemäß Artikel 26 des IpbpR verstößt.
Am 1. Dezember 2006 verurteilten 54 Staaten in einer gemeinsamen Erklärung vor dem UN-Menschenrechtsrat Menschenrechtsverletzungen gegenüber sexuellen Minderheiten und forderten die Vereinten Nationen zu entsprechenden Schritten auf. Am 3. Juni 2008 missbilligte die Generalversammlung der Organisation Amerikanischer Staaten (OAS) in der Resolution 2435 Gewalttaten und Menschenrechtsverletzungen aufgrund der sexuellen Orientierung und geschlechtlichen Identität.

### Unterzeichnerstaaten
Zu den 66 ursprünglichen Unterzeichnerstaaten (von 192 UN-Mitgliedern) der Erklärung vom 18. Dezember 2008 gehören 39 europäische, 13 amerikanische, 6 afrikanische, 6 asiatische und 2 ozeanische Länder:
| 1. Albanien 2. Andorra 3. Argentinien 4. Armenien 5. Australien 6. Belgien 7. Bolivien 8. Bosnien und Herzegowina 9. Brasilien 10. Bulgarien 11. Chile 12. Dänemark 13. Deutschland 14. Ecuador 15. Estland 16. Finnland 17. Frankreich | 1. Gabun 2. Georgien 3. Griechenland 4. Guinea-Bissau 5. Irland 6. Island 7. Israel 8. Italien 9. Japan 10. Kanada 11. Kap Verde 12. Kolumbien 13. Kroatien 14. Kuba 15. Lettland 16. Liechtenstein 17. Litauen | 1. Luxemburg 2. Malta 3. Mauritius 4. Nordmazedonien 5. Mexiko 6. Montenegro 7. Nepal 8. Neuseeland 9. Nicaragua 10. Niederlande 11. Norwegen 12. Österreich 13. Osttimor 14. Paraguay 15. Polen 16. Portugal 17. Rumänien | 1. San Marino 2. São Tomé und Príncipe 3. Schweden 4. Schweiz 5. Serbien 6. Slowakei 7. Slowenien 8. Spanien 9. Tschechien 10. Ungarn 11. Uruguay 12. Venezuela 13. Vereinigtes Königreich 14. Zentralafrikanische Republik 15. Zypern |

Spätere Unterzeichnerstaaten:
| 1. Vereinigte Staaten (März 2009) |

Die US-Regierung unter Präsident George W. Bush hatte sich der Erklärung anfangs nicht angeschlossen, da sie befürchtete, die Erklärung könne mit der Gesetzgebung einzelner US-Bundesstaaten bezüglich gleichgeschlechtlicher Ehen kollidieren. Unter Präsident Barack Obama korrigierten die Vereinigten Staaten diese Entscheidung und beschlossen am 18. März 2009, die Erklärung als 67. UN-Mitglied zu unterzeichnen.

### Gegenerklärung
Unmittelbar nach Vorlage der Erklärung in der Sitzung der UN-Vollversammlung am 18. Dezember 2008 brachte Syrien eine Gegenerklärung ein, der sich 57 vorwiegend islamische und afrikanische Staaten anschlossen. Begründet wurde die Gegenerklärung mit einer Einmischung in die inneren Angelegenheiten der Mitgliedsstaaten. Der syrische Vertreter begründete seine ablehnende Haltung außerdem damit, dass die Erklärung über einvernehmliche sexuelle Handlungen unter Erwachsenen hinausgehe und so zur Rechtfertigung „vieler unsittlicher Handlungen einschließlich Pädophilie“ dienen könne.
Unterzeichnerstaaten der Gegenerklärung:
| 1. Afghanistan 2. Ägypten 3. Algerien 4. Äthiopien 5. Bahrain 6. Bangladesch 7. Benin 8. Burkina Faso 9. Dschibuti 10. Elfenbeinküste 11. Eritrea 12. Fidschi 13. Gambia 14. Guinea 15. Indonesien | 1. Irak 2. Iran 3. Jemen 4. Jordanien 5. Kamerun 6. Kasachstan 7. Katar 8. Kenia 9. Komoren 10. Kuwait 11. Libanon 12. Libyen 13. Malawi 14. Malaysia 15. Malediven | 1. Mali 2. Marokko 3. Mauretanien 4. Niger 5. Nigeria 6. Nordkorea 7. Oman 8. Pakistan 9. Ruanda 10. Salomonen 11. Saudi-Arabien 12. Senegal 13. Sierra Leone 14. Simbabwe 15. Somalia | 1. St. Lucia 2. Sudan 3. Eswatini 4. Syrien 5. Tadschikistan 6. Tansania 7. Togo 8. Tschad 9. Tunesien 10. Turkmenistan 11. Uganda 12. Vereinigte Arabische Emirate |

## Erklärung von 2011 (UN-Menschenrechtsrat)

### Inhalt
Die am 23. März 2011 in den UN-Menschenrechtsrat eingebrachte Erklärung gleicht inhaltlich der Erklärung von 2008, auf die darin auch ausdrücklich Bezug genommen wird (ebenso wie auf die gemeinsame Erklärung vor dem UN-Menschenrechtsrat vom Dezember 2006). Sie fordert die Beendigung von Gewaltakten, strafrechtlicher Verfolgung und sonstigen Menschenrechtsverletzungen gegenüber sexuellen Minderheiten. Der Hohe Kommissar für Menschenrechte wird dazu aufgerufen, derartigen Menschenrechtsverstößen künftig erhöhte Aufmerksamkeit zu widmen.

### Unterzeichnerstaaten
Die Erklärung wird von 85 der 192 UN-Mitgliedsstaaten unterstützt, darunter die weitaus meisten europäischen, amerikanischen und ozeanischen Staaten. Zu den Unterstützern gehören mit Ausnahme von fünf afrikanischen Ländern (Gabun, Guinea-Bissau, Kapverden, Mauritius, São Tomé und Príncipe) alle Unterzeichnerstaaten der Erklärung vom Dezember 2008 sowie drei Länder (Fidschi, Ruanda, Sierra Leone), die 2008 noch eine entsprechende Gegenerklärung unterstützt hatten. Außerdem schlossen sich mehrere vor allem lateinamerikanische und ozeanische Staaten der Erklärung an, die sich 2008 noch neutral verhalten hatten.
| 1. Albanien 2. Andorra 3. Argentinien 4. Armenien 5. Australien 6. Belgien 7. Bolivien 8. Bosnien und Herzegowina 9. Brasilien 10. Bulgarien 11. Chile 12. Costa Rica 13. Dänemark 14. Deutschland 15. Dominica 16. Dominikanische Republik 17. Ecuador 18. El Salvador 19. Estland 20. Fidschi 21. Finnland 22. Frankreich | 1. Georgien 2. Griechenland 3. Guatemala 4. Honduras 5. Irland 6. Island 7. Israel 8. Italien 9. Japan 10. Kanada 11. Kolumbien 12. Kroatien 13. Kuba 14. Lettland 15. Liechtenstein 16. Litauen 17. Luxemburg 18. Malta 19. Marshallinseln 20. Nordmazedonien 21. Mexiko | 1. Föderierte Staaten von Mikronesien 2. Monaco 3. Mongolei 4. Montenegro 5. Nauru 6. Nepal 7. Neuseeland 8. Nicaragua 9. Niederlande 10. Norwegen 11. Österreich 12. Osttimor 13. Palau 14. Panama 15. Paraguay 16. Polen 17. Portugal 18. Ruanda 19. Rumänien 20. Samoa 21. San Marino | 1. Schweden 2. Schweiz 3. Serbien 4. Seychellen 5. Sierra Leone 6. Slowakei 7. Slowenien 8. Spanien 9. Südafrika 10. Thailand 11. Tschechien 12. Tuvalu 13. Ukraine 14. Ungarn 15. Uruguay 16. Vanuatu 17. Venezuela 18. Vereinigte Staaten 19. Vereinigtes Königreich 20. Zentralafrikanische Republik 21. Zypern |

## Resolution des UN-Menschenrechtsrates vom 17. Juni 2011

### Inhalt
Am 17. Juni 2011 verabschiedete der UN-Menschenrechtsrat mit einer knappen Mehrheit von 23 Stimmen bei 19 Gegenstimmen und drei Enthaltungen die Resolution A/HRC/17/L.9/Rev.1. Darin wird die Hohe Kommissarin für Menschenrechte, Navanethem Pillay, aufgefordert, bis Dezember 2011 eine Studie zur Dokumentation diskriminierender Gesetze, Praktiken und Gewaltakte gegen Menschen aufgrund ihrer sexuellen Orientierung oder geschlechtlichen Identität in Auftrag zu geben. Die Studie sollte zudem Aufschluss darüber geben, wie derartige Menschenrechtsverletzungen beendet werden können. Dazu sollte auf der 19. Sitzung des Menschenrechtsrates eine Podiumsdiskussion stattfinden. Die Resolution war der erste Beschluss eines Organs der Vereinten Nationen, der sich gegen die Diskriminierung sexueller Minderheiten richtet.

### Abstimmungsverhalten
Das Abstimmungsverhalten der 45 Mitgliedsstaaten des UN-Menschenrechtsrates war wie folgt:
- Ja-Stimmen (23):

| 1. Argentinien 2. Belgien 3. Brasilien 4. Chile 5. Ecuador 6. Frankreich | 1. Guatemala 2. Japan 3. Kuba 4. Mauritius 5. Mexiko 6. Norwegen | 1. Polen 2. Schweiz 3. Slowakei 4. Spanien 5. Südkorea 6. Thailand | 1. Ukraine 2. Ungarn 3. Uruguay 4. Vereinigtes Königreich 5. Vereinigte Staaten |

- Nein-Stimmen (19):

| 1. Angola 2. Bahrain 3. Bangladesch 4. Dschibuti 5. Gabun | 1. Ghana 2. Jordanien 3. Kamerun 4. Katar 5. Malaysia | 1. Malediven 2. Mauretanien 3. Moldau 4. Nigeria 5. Pakistan | 1. Russland 2. Saudi-Arabien 3. Senegal 4. Uganda |

- Enthaltungen (3):

| 1. Burkina Faso 2. Volksrepublik China 3. Sambia |

### Bericht des UNHCHR vom 17. November 2011
Am 17. November 2011 präsentierte die Hohe Kommissarin für Menschenrechte auf der 19. Sitzung des Menschenrechtsrates, wie im Juni 2011 beschlossen, den Bericht A/HRC/19/41 über Diskriminierung und Gewaltanwendung gegenüber sexuellen Minderheiten. Der Bericht konstatiert Menschenrechtsverletzungen gegen Homo- und Transsexuelle in allen Regionen, darunter Hassverbrechen wie Mord, Körperverletzung, Entführung, Vergewaltigung und sexuelle Übergriffe auf der Straße, innerfamiliäre Ächtung und Gewalt bis hin zu Ehrenmorden, gewaltsame Übergriffe in Haftanstalten, Polizeifolter und willkürliche Festnahmen. Festgestellt wurden außerdem verschiedene Formen der Diskriminierung in der Arbeitswelt und im Gesundheits- und Bildungswesen sowie Einschränkungen der Meinungs-, Versammlungs- und Vereinigungsfreiheit, unter anderem Zensurmaßnahmen und Verbote von Straßenmärschen oder staatliche und nichtstaatliche Übergriffe auf solche Veranstaltungen. In 76 Ländern bestehen diskriminierende Gesetze, die sich zumeist gegen bestimmte einvernehmliche private sexuelle Handlungen wie Analsex oder pauschal gegen sexuelle Handlungen zwischen Menschen desselben Geschlechts richten. Mindestens fünf Staaten sehen die Todesstrafe für einvernehmliche gleichgeschlechtliche Handlungen zwischen Erwachsenen vor, in 14 Staaten ist das Schutzalter für homo- und heterosexuelle Handlungen uneinheitlich. Der Bericht bemängelt auch fehlende Asylmöglichkeiten für Betroffene in zahlreichen Ländern und die willkürliche oder inkonsequente Anwendung asylrechtlicher Bestimmungen in den Ländern, die diese Möglichkeit vorsehen. Mindestens 42 Staaten erkennen demnach die Verfolgung aufgrund der sexuellen Orientierung als Asylgrund an. Die UN-Menschenrechtskommission betrachtet die fehlende Anerkennung gleichgeschlechtlicher Ehen zwar nicht als Diskriminierung, bemängelt aber die Ungleichbehandlung von homosexuellen und heterosexuellen unverheirateten Paaren, etwa in Bezug auf Renten- oder Erbansprüche. In vielen Ländern wird Transsexuellen die Änderung ihrer geschlechtlichen Identität verweigert.

### Weitere Entwicklungen
Im Jahr 2024 kam es zu heftigen Gender-Auseinandersetzungen im UN-Menschenrechtsrat.